# Cycnus silenus
Cycnus silenus är en fjärilsart som beskrevs av Pieter Cramer 1782. Cycnus silenus ingår i släktet Cycnus och familjen juvelvingar. Inga underarter finns listade i Catalogue of Life.